# Valentin Prades
Valentin Prades (Cannes, 26 de setembro de 1992) é um pentatleta francês.

## Carreira
Prades representou seu país nos Jogos Olímpicos de Verão de 2016, terminando na quarta colocação.